# Fuentealbilla
Fuentealbilla – gmina w Hiszpanii, w prowincji Albacete, w Kastylii-La Mancha, o powierzchni 108,29 km². W 2011 roku gmina liczyła 2013 mieszkańców.